# Grand Galbert
Pour les articles homonymes, voir Galbert.
Le Grand Galbert est un sommet du massif du Taillefer, dans les Alpes françaises.

## Géographie
Avec 2 561 mètres d'altitude, le sommet du Grand Galbert domine la vallée de la Romanche au nord, au-dessus des villages de Livet et de Rioupéroux, face à la station de sports d'hiver de Chamrousse à l'extrémité méridionale de la chaîne de Belledonne.
Les faces Nord et Nord-Ouest de la montagne, d'un dénivelé d'environ 1 700 mètres depuis la vallée, contrastent avec ses faces Sud et Sud-Est, restes d'une pénéplaine anté-triasique qui la relie au sommet du Taillefer au sud via le pas de l'Envious situé seulement 400 mètres plus bas que le sommet. Ce plateau d'environ 3 kilomètres de longueur pour environ 2,5 kilomètres de largeur est constellé de nombreux lacs et mares dont les plus notables sont le lac Fourchu, le lac Canard, le lac du Pin, le lac de Beauregard, le lac des Aiguillons, le lac du Petit Pré et le lac du Grand Pré ; les lacs de la Veche, de l'Agneau, Noir et Culasson sont situés légèrement en contrebas dans le vallon de la Jasse.
La crête de la montagne est marquée de plusieurs antécimes : le pic de la Gravelle avec 2 557 mètres d'altitude, la cime Chalvine avec 2 285 mètres d'altitude et la pointe de l'Aiguille avec 2 283 mètres d'altitude en direction du sud-ouest ; l'Infernet avec 2 470 mètres d'altitude est situé juste au sud du sommet. Au nord-est, la montagne se prolonge avec la cime de Cornillon, extrémité septentrionale du massif du Taillefer faisant face à la chaîne de Belledonne et aux Aiguilles Rouges.
Le plateau des lacs, aisément accessible depuis les chalets et le lac du Poursollet au sud-ouest ou les villages d'Oulles et d'Ornon à l'est, est parcouru de nombreux sentiers de randonnée, dont le GR 50, et constitue l'une des voies d'accès au sommet du Taillefer via les environs du lac Fourchu.

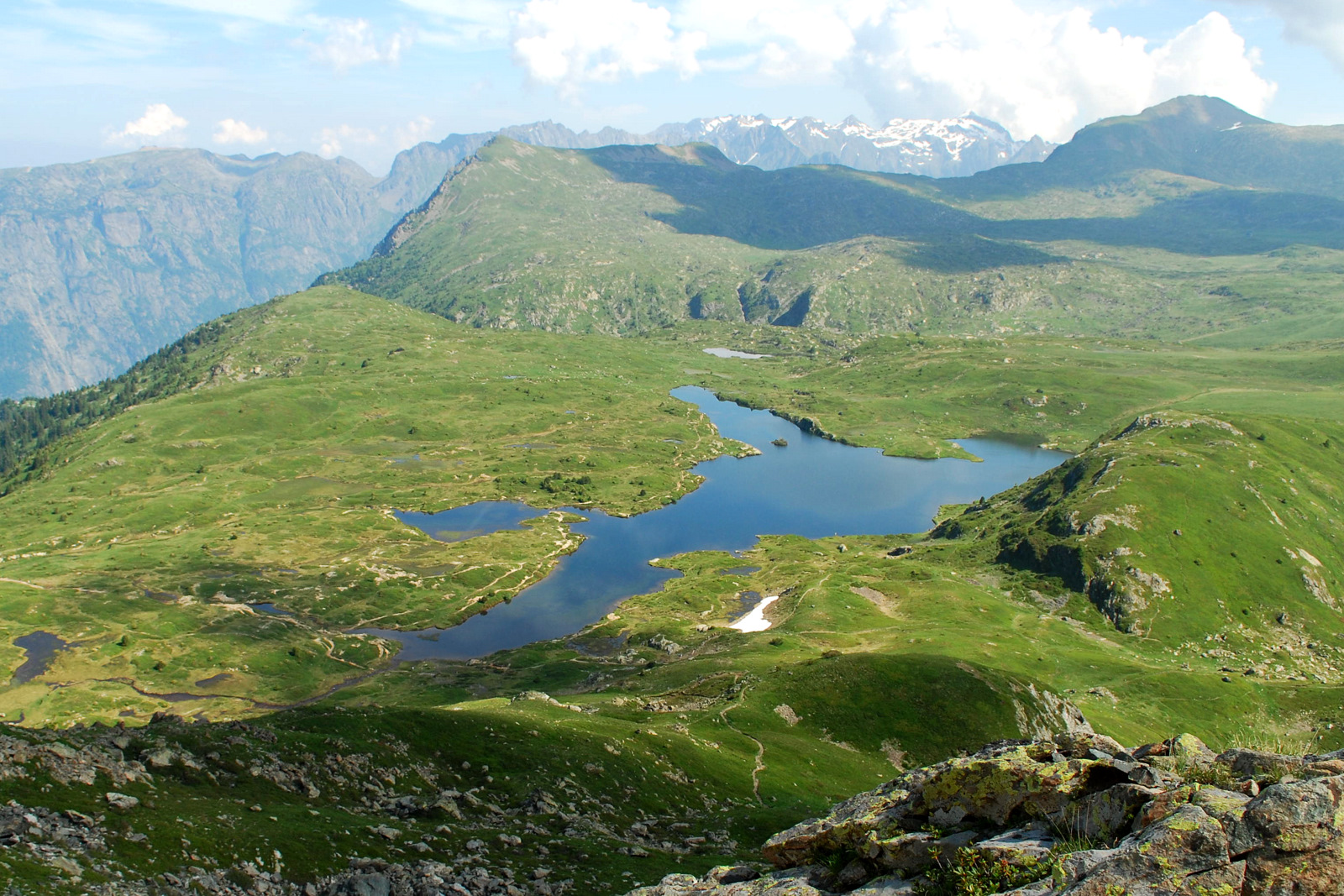
Vue depuis la face Nord du Taillefer du plateau des lacs avec le lac Fourchu au premier plan, le sommet du Grand Galbert au loin sur la droite et à l'horizon, une partie de la chaîne de Belledonne.